# Lexington Band
Lexington Band (auch nur Lexington) ist eine Pop-Band aus Bosnien-Herzegowina.

## Geschichte
Die Lexington Band wurde Ende 2004 gegründet. Der Name wurde nach einem Auftritt in einem Club namens „Lexington“ gewählt. Sie spielen bosnischen Mainstream-Pop im neuen Stil, mit Einflüssen von Folk und ein wenig Rock. Ihr Debütalbum erschien im Jahr 2010 unter dem Titel „Kako je tako je“.

## Diskographie

### Alben
- 2010: Kako je, tako je, City Records
- 2012: Ma sretno, City Records
- 2014: Balkanska pravila, City Records
- 2017: Noć pod zvijezdama, City Records
- 2024: Lavovi

### Singles (Auswahl)
- 2010: Kako je, tako je
- 2012: Dobro Da Nije Veće Zlo
- 2012: U Srce Udaraj
- 2012: Miris Karmina
- 2012: Pijane Usne
- 2013: Donesi
- 2014: Potraži Me
- 2014: Dođi Ove Noći
- 2015: Cvijeće
- 2015: Ti, nevoljo moja (mit Ilda Šaulić)
- 2016: Ljetnje kiše
- 2017: Bosanka
- 2022: Dođi Sebi (mit Aleksandra Prijović)
- 2022: Dugujem ti sebe